# Crownpoint
Crownpoint (navaho Tʼiistsʼóóz Ńdeeshgizh) és una concentració de població designada pel cens dels Estats Units a l'estat de Nou Mèxic. Segons el cens del 2000 tenia 2.630 habitants.

## Demografia
Segons el cens del 2000, Crownpoint tenia 2.630 habitants, 749 habitatges, i 599 famílies. La densitat de població era de 143,8 habitants per km².
Dels 749 habitatges en un 49,4% hi vivien nens de menys de 18 anys, en un 45,7% hi vivien parelles casades, en un 27,4% dones solteres, i en un 19,9% no eren unitats familiars. En el 17,4% dels habitatges hi vivien persones soles l'1,9% de les quals corresponia a persones de 65 anys o més que vivien soles. El nombre mitjà de persones vivint en cada habitatge era de 3,51 i el nombre mitjà de persones que vivien en cada família era de 4,03.
Per edats la població es repartia de la següent manera: un 39,7% tenia menys de 18 anys, un 9,4% entre 18 i 24, un 27,6% entre 25 i 44, un 19,4% de 45 a 60 i un 3,9% 65 anys o més.
L'edat mediana era de 26 anys. Per cada 100 dones de 18 o més anys hi havia 80,7 homes.
La renda mediana per habitatge era de 29.792 $ i la renda mediana per família de 31.384 $. Els homes tenien una renda mediana de 25.040 $ mentre que les dones 24.704 $. La renda per capita de la població era de 9.964 $. Aproximadament el 26,1% de les famílies i el 27,3% de la població estaven per davall del llindar de pobresa.
El segons el cens dels Estats Units de 2010 el 89,09% dels habitants són nadius americans i el 8,78% blancs.

## Poblacions més properes
El següent diagrama mostra les poblacions més properes.